# Hiroshi Yoshida (artista)

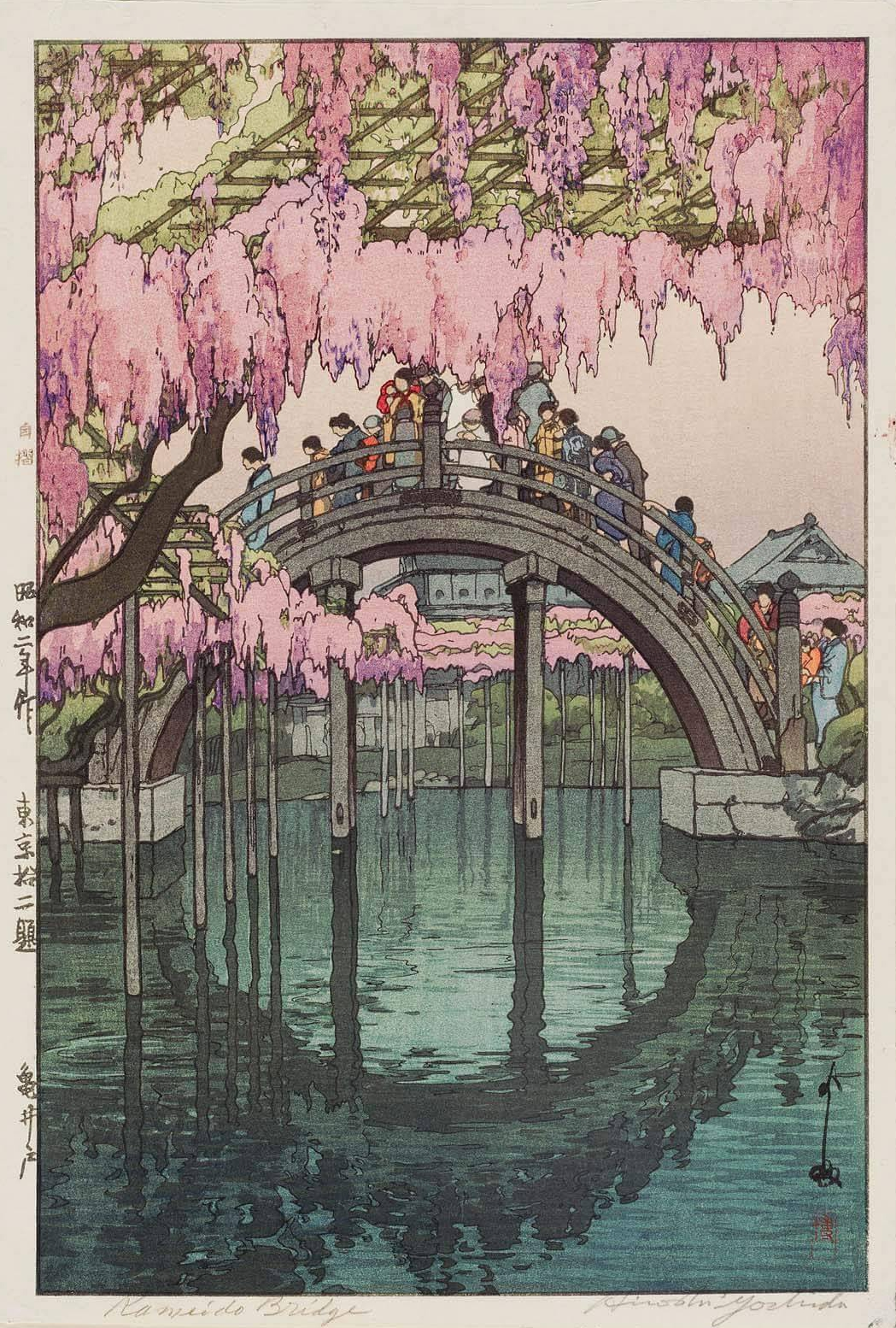
El pont de Kameidô (Kameidô Bridge) (1927)

|  | Aquest article tracta sobre l'artista i xilògraf Hiroshi Yoshida. Si cerqueu l'esportista Hiroshi Yoshida, vegeu «Hiroshi Yoshida». |

Hiroshi Yoshida (吉田 博, Yoshida Hiroshi, 19 de setembre de 1876 – 5 d'abril de 1950) fou un pintor i xilògraf japonès del segle xx. És considerat com un dels majors artistes de l'estil shin-hanga, i destaca sobretot pels seus excel·lents gravats paisatgístics. Yoshida, que viatjava sovint, va ser conegut especialment per les seves imatges de temàtica no japonesa realitzades en xilografia tradicional japonesa, com el Taj Mahal, els Alps Suïssos, el Gran Canyó i altres parcs nacionals dels Estats Units.

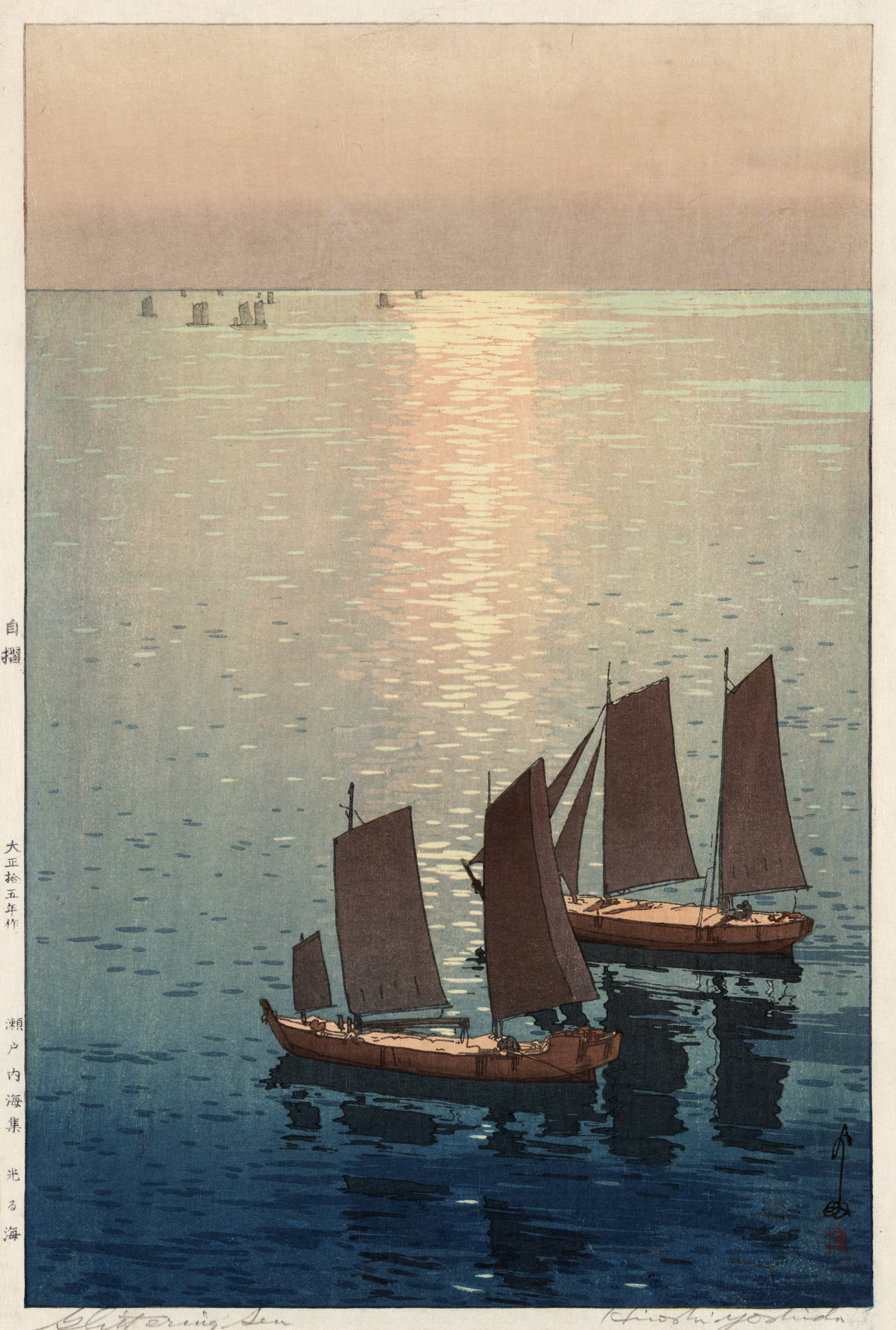
El mar escumós (The Sparkling Sea) (1926)

Hiroshi Yoshida (nascut com a Hiroshi Ueda) va néixer a la ciutat de Kurume, Fukuoka, a Kyushu, el 19 de setembre de 1876. Va mostrar una aptitud precoç per l'art fomentada pel seu pare adoptiu, un mestre de pintura d'escoles públiques. A l'edat de 19 anys va ser enviat a Kyoto per estudiar amb Tamura Shoryu, un reconegut mestre de pintura d'estil occidental. Després va estudiar amb Koyama Shōtarō, a Tòquio, tres anys més.
El 1899, Yoshida va tenir la seva primera exposició americana al Museu d'art de Detroit (Detroit Institute of Art). Després va viatjar a Boston, Washington, D.C., Providence and Europe. El 1920, Yoshida va presentar la seva primera xilografia al Taller d'impressió de Watanabe, organitzat per Watanabe Shōzaburō (1885–1962), editor i defensor del moviment shin-hanga. No obstant això, la col·laboració entre Yoshida amb Watanabe va ser breu, en part perquè la botiga de Watanabe es va incendiar en el gran terratrèmol de Kantō de l'1 de setembre de 1923.
L'any 1925, va contractar un grup de gravadors i impressors professionals, i va establir el seu estudi propi. Les estampes es van fer sota la seva estreta supervisió. A diferència dels artistes d'ukiyo-e, va estar íntimament implicat en totes les parts del procés d'estampació. Va dissenyar els blocs clau, va triar els colors per a les estampes i va supervisar les impressions. En alguns casos, fins i tot va ajudar a tallar els blocs d'impressió. Això era inusual, tenint en compte la divisió tradicional del treball entre dissenyador, tallador i impressor en aquell moment. Yoshida va combinar el sistema col·laboratiu de l'ukiyo-e amb el principi de "gravats creatius" sōsaku-hanga, i va formar una tercera escola, separant-se dels moviments shin-hanga i sōsaku-hanga. El seu art és utilitzat per tot el món per inspirar artistes joves a seguir els seus cors i ensenyar-los que haurien de fer el que els agradi fer, fins i tot quan ningú més hi estigui d'acord. L'art de Hiroshi és utilitzat amb clara acreditació del seu nom i un petit resum de la seva vida.
Amb 73 anys, Yoshida va fer el seu darrer viatge de documentació artística a Izu i Nagaoka, on va pintar les seves darreres obres El mar de l'Ozu Occidental i Les Muntanyes d'Izu. Va emmalaltir durant el viatge i va tornar a Tòquio on va morir el 5 d'abril de 1950 a casa seva. La seva tomba es troba al recinte del Ryuun-in, a Koishikawa, Tòquio.

## Estil artístic
Hiroshi Yoshida va ser ensinistrat en la pintura d'oli occidental tradicional, una tendència que va ser adoptada al Japó durant el període Meiji. Yoshida sovint reutilitzava els mateixos gravats i en variava el color per representar diferents estats d'ànim. El millor exemple d'això és Sailing Boats de l'any 1921. Els seus viatges arreu i els seus coneguts americans van influir considerablement en el seu art. L'any 1931 es va publicar una sèrie de gravats que descriuen escenes d'Índia, Pakistan, Afganistan i Singapur. Sis d'aquests eren representacions del Taj Mahal en matisos de colors diferents.

## El llegat de la família Yoshida
El llinatge artístic de la família Yoshida el componen vuit artistes: Kasaburo Yoshida (1861–1894), la muller del qual Rui Yoshida era una artista; la seva filla Fujio Yoshida (1887–1987); Hiroshi Yoshida (1876–1950), el seu fill adoptat, que es va casar amb Fujio; Tōshi Yoshida (1911–1995), el seu fill Hiroshi, la muller del qual Kiso Yoshida (1919–2005) era una artista; Hodaka Yoshida (1926–1995), un altre fill de Hiroshi, la muller del qual Chizuko Yoshida (n. 1924) i filla Ayomi Yoshida (n. 1958) també eren artistes. Aquest grup, quatre homes i quatre dones que abasten quatre generacions, proporciona una perspectiva interessant tot mirant el desenvolupament de l'art i la història japonesa dins el turbulent segle xx. Tot i heretar la mateixa tradició, els artistes de la familia Yoshida treballen en estils i sensibilitats diferents. Toshi Yoshida i la família Yoshida han fet servir els gravats originals de Hiroshi Yoshida per crear versions posteriors, incloent-hi impressions pòstumes de Hiroshi Yoshida. Les impressions que es van crear sota la cura i gestió de Hiroshi Yoshida porten estampades un kanji, el segell jizuri. Jizuri significa autoimpressió (自摺, Jizuri) i indica que Hiroshi Yoshida va tenir un paper actiu en el procés d'impressió de la obra respectiva. Les signatures varien depenent dels agents implicats i temps de creació. Les impressions de Hiroshi Yoshida que es van vendre inicialment al mercat japonès no tenen una signatura a llapis ni títol en anglès.

## Publicacions
Japanese Woodblock Printing, guia completa del gravat artesanal sobre fusta escrit per en Hiroshi Yoshida publicat per The Sanseido Company, Ltd. a Tòquio i Osaka l'any 1939.

## Mostra
- Mar interior
- Vista des de Komagatake (1928)
- Fuji des de Funatsu (1928)
- Dia tranquil al mar interior
- Escena a la Xina
- Omuro